# コングロマリット
コングロマリット（英: Conglomerate）は、狭義には、多業種間にまたがる巨大企業のこと。ただ、今日では、多業種間にまたがらない巨大企業もコングロマリットと呼ばれることも少なくない。複合企業（ふくごうきぎょう）(複合企業体) や  グループ会社（グループがいしゃ）などとも。

## 複合企業体としてのコングロマリット
企業は、通常ならば業務関係のある会社と合併するが、業務の内容において直接の関係を持っていない企業の買収などによって、全く異なる業種に参入し企業グループとする企業形態の一つがコングロマリットである。「飛び地の事業はやらない」とする大手企業もあるが、これをあえてやるのがコングロマリットという形態である。
コングロマリットは1960年代のアメリカ合衆国のITT、リング・テムコ・ヴォートなどで盛んに行われ、異業種間同士の相乗効果によりグループ全体の活性化（株価や企業資産の安定化やリスクヘッジを含む）が期待された。
異業種参入の難しさに加え、期待した相乗効果が得られない、拡大したグループの収益悪化といった問題が発生しやすい企業形態であるが、業種を超えてシナジー効果が得られた場合は、技術面・ブランディングにおいて非常に強力なものである。また、それぞれが独立した業務・業種であることから、M&A、独立や解体・再編など事業再構築（リストラクチャー）が比較的ペナルティなく行えるため、1960年代から1980年代にかけて積極的に試みられた。"経営の専門家"による複数の異なる業種をバランスシートを元に経営する手法でこれが原因で競争力を失った企業も少なからずあり、アメリカの産業の衰退の一因との見方もある。
近年では企業にも変化する市場に対する柔軟性が要求されるため、コングロマリットの構築～解体のサイクルも1990年代以降は短くなりつつあるとも言われるが、そもそものコングロマリットという巨大企業形態自体が足かせとなる事も多い。巨大複合企業体の全盛期は1960年代〜1980年代であった。

### コングロマリット・ディスカウント
コングロマリットは、事業間のシナジーが発揮されず、むしろ複雑さがマイナスに働いているのではとの懸念が株価に反映され、この懸念分だけ、本質的価値よりも安くなる。これを、「コングロマリット・ディスカウント」と呼ぶ。かつて、イトーヨーカドーは割安株、その子会社のセブン-イレブンは成長株とみられ、同業よりも割高な株価だった。ところが持ち株会社「セブン&アイ・ホールディングス」に統合後、新社は、統合前の理論的価格に比べ下落してしまった。これは、統合により、割安株でも成長株でもなくなり、加えてコングロマリット・ディスカウントが起きたため、と分析されている。逆に、コングロマリットにより、企業価値が高まる効果場合もあり、これを、「コングロマリット・プレミアム」と呼ぶ。

## 日本のコングロマリットとその解消の実例
純粋持株会社解禁以前
戦後、純粋持株会社は認められなくなったために、この時期、コングロマリットの例は日本ではあまりない。この期間のコングロマリットの代表的な例としては、ヤマハがあげられる。ピアノなどの楽器製造メーカーである日本楽器は、ブランド名『ヤマハ』を使っていた。この名を使い、社内でオートバイを生産し始めたが、この「楽器製造」と「オートバイ製造」は（実際には楽器生産により培った鋼管加工技術の展開先として発動機パーツへ進出しているため関係性は強かったが）最終製品において特段に相乗効果はなく、この2分野を共におこなっていた時期はコングロマリットと呼べなくもない。ただこの期間は短く、オートバイ製造部門はスピンオフされて、ヤマハ発動機として独立した。トヨタ自動車が豊田自動織機製作所の一事業部として自動車生産をしていた時代も同様である。また、繊維事業を営んでいたカネボウも戦後繊維・化粧品・薬品・食品・住宅の5事業を展開する「ペンタゴン経営」を行っており、典型的なコングロマリットといえる。
なお、鉄道会社（特に大手私鉄）が遊園地を経営したりプロ野球球団を持ったりデパート経営するのは旅客輸送を増やすため、NECが半導体や電子製品を作ったのは川上から川下まで手がける垂直統合、ユニ・チャームが紙問屋から紙の性質に着目し生理用品製造をはじめたのは隣接分野への領域拡大、オカモトがコンドームからタイヤ生産に進出したのも同じゴム素材による事業拡大、ダイエーが百貨店やコンビニエンスストアを展開したのも隣接分野への進出であり、このような場合はコングロマリットとは呼ばない。
純粋持株会社解禁以後
1997年に純粋持株会社が解禁以後は、機動的なM&Aを行いやすくなり、教科書的なコングロマリットが出現した。
ライブドアは積極的な買収を繰り返し、純粋持株会社の下に、多種の企業をぶら下げる形になった。しかし経営につまずき、実質的に崩壊した。
USENももともとの事業は有線放送だけであったが、純粋持株会社となり、積極的な買収を繰り返し、純粋持株会社の下に、多種の企業をぶら下げる形になった。しかし事業分野が拡散しただけに終わり、有線放送事業以外をすべて売却し、この膨張と縮小の過程で債務を積み上げた。
ワタミは飲食店が主業であったが、社内で育てた介護関係の事業も育って第二の柱となり、この両事業の併存で、コングロマリットとなった。しかし、2010年代前半に、いずれの事業もレッドオーシャンとなり、結局、福祉事業は売却し、コングロマリットを解消した。
スピンオフ税制解禁以後
2017年に、会社分割時に株主などが株式を売却したとみなされて課税されるのを繰り延べる、「スピンオフ税制」が導入され、これでスピンオフがしやすくなった。
2020年に、コシダカホールディングスは、フィットネス事業とカラオケ事業を分離し、コングロマリット状態を解消した。フィットネス事業の「カーブス」を運営する子会社のカーブスホールディングスを分離・上場した。日本の企業でスピンオフ税制を活用する初のケースだった。
東芝は総合電機企業であるが、2021年11月9日、本体とグループ企業で手掛ける事業を3つの会社に再編しそれぞれが上場する、コングロマリットの解消を発表した。その後、大株主である海外の投資ファンドなどが3分割案に反対、その後2分割案を発表するも株主総会で否決され、スピンオフ計画は中止になった。
なお、2023年度の税制改正で「パーシャルスピンオフ制度」が導入され、減税要件を従来の完全分離から株式保有20%未満に引き下げたため、今後、コングロマリットや親子上場の解消が進む可能性がある。